# KC코트렐
KC코트렐(KC Cottrell Co., Ltd.)는 대한민국의 환경기술 기업이다. 본사는 서울시 마포구 상암산로 34 디지털큐브 12층에 위치해 있으며 대표이사는 박기서이다. 이산화탄소를 포집하는 기술을 보유하고 있다

## 논란
- 강릉안인화력 1·2호기 탈황설비를 둘러싸고 삼성물산이 회사를 상대로 651억원 규모의 지체상금 등 청구의 소가 제기하였고 회사 역시 최근 삼성물산에 대해 ‘공사대금 청구의 소’를 제기하였다[4]
- 2024년 회사가 경영난으로 2022년 발행한 전환사채 원리금을 갚지 못하면서 KC그린홀딩스과 금융채권자협의회를 통해 워크아웃 개시를 결정하였다[5]

## 참고문헌
1. ↑  김성민, 한국IR협의회 기술분석보고서-KC코트렐, 2022년 12월 1일
2. ↑  김민기, KC코트렐, 탄소포집기술 수출 가시권…글로벌 시장 선도, 딜사이트, 2024년 5월 22일
3. ↑  임재문, KC코트렐, 탄소포집기술 관련 프로젝트 기대감 등에 상한가, 인포스톡데일리, 2024년 5월 22일
4. ↑  권정두, 지난해 적자전환한 KC코트렐, 삼성물산과 법적분쟁 휩싸여, 시사위크, 2024년 4월 23일
5. ↑  KC그린홀딩스·KC코트렐, 워크아웃 개시에 '상한가', 한국경제, 2024년 9월 6일